# محمد محسن ليلى
محمد محسن ليلى (24 يناير 1995 ببورسعيد في مصر - ) هو لاعب كرة قدم مصري في مركز الوسط. لعب مع نادي ماريتيمو.

## وصلات خارجية
- محمد محسن ليلى على موقع قاعدة بيانات كرة القدم.إي يو (الإنجليزية)
- محمد محسن ليلى على موقع Soccerway.com (الإنجليزية)